# Guntram Polster
Guntram Polster (* 28. Mai 1887 in Kassel; † 18. April 1945 in Bevensen) war Berghauptmann des Oberbergamtes Dortmund.

## Leben
Nach den beiden Staatsexamina war Guntram Polster im Oberbergamtsbezirk Bonn tätig, bevor er kurz vor Ende des Krieges noch Dienst an der Waffe leisten musste. 1919 wurde er Hilfsarbeiter bei der Bergverwaltung in Waldenburg (Schlesien) und kam 1921 nach Westfalen, wo er zunächst Hilfsarbeiter in Buer und dann 1923 Bergassessor beim Oberbergamt Dortmund wurde. Guntram Polster trat zum 1. Dezember 1931 der NSDAP bei (Mitgliedsnummer 817.421). Seine Frau Elisabeth Pförtner (1891–1975) war Gaufrauenschaftsleiterin in Buer. 1933 löste er Karl Hatzfeld in seinem Amt als Berghauptmann des Oberbergamtes Dortmund ab; er blieb bis zu seinem Weggang zum Oberbergamt Wien am 24. Juni 1940 in diesem Amt.
Sein Amtsnachfolger wurde Friedrich Nolte.